# Jatke Oy
Jatke Oy est une entreprise de construction basée à Helsinki en Finlande,,.

## Description
Fondée en 2009, Jatke Oy est la société mère du groupe Jatke.
Le siège social est situé à Helsinki.
Elle a des bureaux à Helsinki, Tampere, Turku et Kouvola.
En 2019, L'entreprise a construit en moyenne environ 1 800 à 2 000 appartements par an dans la région de la capitale et les régions de Turku et Tampere.

### Filiales
En 2012, Jatke Uusimaa Oy a été fondée pour gérer les projets de construction résidentielle du groupe dans la région métropolitaine d'Helsinki.
En 2016, Jatke Länsi-Suomi Oy a été créée pour prendre en charge la région de Turku.
Début 2019, les activités de construction résidentielle, de construction commerciale et de rénovation de la région de Tampere ont été prises en charge Jatke Pirkanmaa Oy et l'activité de rénovation de façades du groupe sous le nom de Jatke Julkisivut Oy.
Début 2022, la construction et la rénovation commerciales dans la zone métropolitaine d'Helsinki ont été prises en charge par Jatke Toimitilat Oy.